# Le grandi storie della fantascienza 19
Le grandi storie della fantascienza 19 (titolo originale Isaac Asimov Presents the Great SF Stories 19 (1957)) è un'antologia di racconti di fantascienza raccolti e commentati da Isaac Asimov e Martin H. Greenberg. Fa parte della serie Le grandi storie della fantascienza e comprende racconti pubblicati nel 1957.
È stata pubblicata nel 1989 e tradotta in italiano lo stesso anno.

## Racconti
- Rompisciopero (Strikebreaker), di Isaac Asimov
- Omnilinguista (Omnilingual), di H. Beam Piper
- La nave spaziale lunga un miglio (The Mile-Long Spaceship), di Kate Wilhelm
- Chiamatemi Joe (Call Me Joe), di Poul Anderson
- Conosci Willie (You Know Willie), di Theodore R. Cogswell
- Macchina da caccia (Hunting Machine), di Carol Emshwiller
- Il Mondo dai Mille Colori (World of a Thousand Colors), di Robert Silverberg
- Siamo Franchi (Let's Be Frank), di Brian W. Aldiss
- La Gabbia (The Cage), di A. Bertram Chandler
- L'educazione di Tigress McCardle (The Education of Tigress McCardle), di Cyril M. Kornbluth
- Il Melodista (The Tunesmith), di Lloyd Biggle
- Lura Dex (A Loint of Paw), di Isaac Asimov
- Riserva di caccia (Game Reserve), di Rog Phillips
- Soldato (Soldier), di Harlan Ellison
- L'ultimo uomo rimasto al bar (The Last Man Left in the Bar), di Cyril M. Kornbluth

## Edizioni
- Isaac Asimov Presents The Great SF Stories 19 (1957), DAW Books, 1989.
- Le grandi storie della fantascienza 19 (1957), traduzione di Giampaolo Cossato e Sandro Sandrelli, Armenia Editore, 1989, ISBN 88-344-0415-7.
- Le grandi storie della fantascienza 19, traduzione di Giampaolo Cossato e Sandro Sandrelli, Bompiani, 2000, ISBN 88-452-4458-X.